# Đại học Kinh tế và Kinh doanh Poznań
Trường Đại học Kinh tế và Kinh doanh Poznań (PUEB) là một trong những trường đại học lâu đời và uy tín nhất tại Ba Lan. Trường đại học này nằm ở phía tây của Ba Lan. Đây cũng là trường đại học lớn nhất ở Wielkopolska.
Cơ sở chính của trường nằm tại Poznań, Ba Lan. Ngoài ra, trường còn có 7 cơ sở khác nằm cách Poznań khoảng 30 – 100 km đó là ở Bydgoszcz, Kalisz, Konin, Piła, Leszno, Zielona Góra, Szamotuły.

## Lịch sử
Trường Đại học Kinh tế và Kinh doanh Poznań được thành lập năm 1926 với tên gọi ban đầu là Trường Cao đẳng Thương mại. Vào năm 1938, giống như những ngôi trường tư thục khác, trường được trao quyền cấp bằng và trong cùng năm đó, trường được đổi tên thành Học viện Thương mại. [3]
Năm 1950, có 2026 sinh viên theo học tại Học viện. Vào năm đó, Học viện được nhà nước tiếp quản và đổi tên thành Trường Trung cấp Kinh tế, ban đầu chỉ có hai khoa, sau đó là ba khoa. Năm 1954, Trường đào tạo khoá thạc sĩ đầu tiên với thời gian đào tạo là 5 năm/khoá.
Năm 1974, trường được đặt tên là Học viện Kinh tế và được quyền cấp bằng tiến sĩ.
Năm 1990, Học viện Kinh tế Poznań về cơ bản tái cấu trúc lại các khoa, khóa học, chuyên ngành và chương trình giảng dạy. Trong những năm 1998-2000, số lượng sinh viên đăng ký vào trường ngày càng tăng.
Vào ngày 27 tháng 12 năm 2008, trường chính thức được chuyển thành Đại học Kinh tế Poznań. Bắt đầu từ ngày 1 tháng 10 năm 2015, trường được đổi tên thành Đại học Kinh tế và Kinh doanh Poznań. [1]

## Đào tạo
Hiện nay, PUEB chuyên đào tạo các nhà kinh tế, quản lý và chuyên gia về quản lý chất lượng trong tất cả các lĩnh vực của nền kinh tế. Trường cấp tất cả các bằng cấp học thuật như: Thạc sĩ Nghệ thuật, Thạc sĩ Khoa học, Tiến sĩ và sau Tiến sĩ với ba chế độ nghiên cứu là vào ban ngày, buổi tối và ngoại khóa. Trường mở rộng các chương trình sau thạc sĩ để đáp ứng nhu cầu ngày càng tăng của học viên. Trong năm học 2000 - 2001, Trường đã giới thiệu đến với sinh viên Hệ thống chuyển đổi tín dụng châu Âu (ECTS) tại Khoa Quản lý, Khoa Kinh tế và Khoa Khoa học Hàng hóa.

## Sinh viên
Trong năm học 2014 - 2015, có 10.159 sinh viên đã đăng ký vào trường, [2] mặc dù, trong năm học 2010 - 2011, có tới 15.000 sinh viên đang theo học tại đây. [4]

## Sinh viên quốc tế
Đối với sinh viên quốc tế, Trường đã phát triển các khóa học bằng tiếng Anh, tiếng Pháp, tiếng Đức và tiếng Nga cũng như khóa học bằng tiếng Ba Lan cho người mới bắt đầu. Các khóa học bằng tiếng nước ngoài cũng có sẵn cho sinh viên Ba Lan, giúp cho họ có cơ hội phát triển kỹ năng và chuẩn bị cho các nghiên cứu ở nước ngoài.

## Nghiên cứu
Đối tượng nghiên cứu chính của trường bao gồm các lĩnh vực chuyển đổi kinh tế của Ba Lan và việc chuẩn bị cho các doanh nghiệp Ba Lan cạnh tranh trong Liên minh châu Âu, đây cũng chính là xu hướng toàn cầu hóa trong nền kinh tế thế giới. Đổi mới sản phẩm và tổ chức là những đối tượng nghiên cứu mà Đại học Kinh tế và Kinh doanh Poznań dự định phát triển hơn nữa trong sự hợp tác chặt chẽ với các doanh nghiệp Ba Lan. PUEB cũng tập trung vào nghiên cứu thị trường quốc tế (chủ yếu là EU, cả các nước Trung và Đông Âu) để tạo điều kiện mở rộng thương mại xuất khẩu của Ba Lan.

## Xếp hạng đại học
Trường Đại học Kinh tế và Kinh doanh Poznań luôn đứng trong số các trường đại học kinh tế hàng đầu ở Ba Lan. [5] [6] [7] [8] Từ năm 2000, Trường liên tục nằm ở vị trí thứ hai trong bảng xếp hạng được công bố bởi các Tạp chí uy tín của Ba Lan như: Rzeczpospono, Perspektywy, Magazyn Businessman và Newsweek Polska. [6] [7]

## Những sinh viên tốt nghiệp nổi bật nhất
- Jan Kulchot - một doanh nhân tỷ phú người Ba Lan. Ông là người sáng lập và chủ sở hữu của Kulchot Holding (có trụ sở tại Warsaw), đồng thời ông cũng là một nhà đầu tư quốc tế của Kulchot Investments có trụ sở tại Luxembourg và các văn phòng ở London và Kiev.
- Piotr Paweł Morta - một nhà hoạt động chính trị người Ba Lan, nhà kinh tế, nhà phát minh, đồng thời là Phó chủ tịch Hội đồng Công trình Châu Âu của Pfleiderer AG.
- Killion Munyama - một nhà kinh tế người Ba Lan gốc Zambia, giảng viên học thuật, chính trị gia và là đại biểu quốc hội Ba Lan kể từ năm 2011.